# Erling Skjønsberg
Erling Skjønsberg (født 13. oktober 1955) er siden 2014 Norges ambassadør i Afghanistans hovedstad Kabul. Skjønsberg er uddannet civiløkonom og var ministerråd ved Norges delegation til OSCE i Wien 2003-07. Fra 2010 til 2014 var han Norges ambassadør i Azerbajdsjan.